# Artiom Levchounov
Artiom Andreïevitch Levchounov - en russe : Артём Андре́евич Левшуно́в et en anglais : Artyom Levshunov - ou Artsiom Andreïevitch Levchounov - en biélorusse: Арцём Андрэевіч Леўшуноў - (né le 28 octobre 2005 à Jlobine en Biélorussie) est un joueur professionnel biélorusse de hockey sur glace. Il évolue au poste de défenseur.

## Biographie

### Carrière en club
Il débute avec l'équipe de Biélorussie moins de 17 ans dans la Vyschaïa Liga, le deuxième échelon biélorusse en 2020. En 2022, il part en Amérique du Nord et évolue avec les Gamblers de Green Bay dans l'USHL. En 2024, il entame un cursus universitaire à l'Université d'État du Michigan dans le championnat NCAA. Il remporte la conférence B1G avec les Spartans de Michigan State en 2024. Il est choisi au 1er tour, en 2e position par les Blackhawks de Chicago lors du repêchage d'entrée dans la LNH 2024. En octobre 2024, il passe professionnel avec les IceHogs de Rockford, club-école des Blackhawks dans la Ligue américaine de hockey. Il joue son premier match dans la Ligue nationale de hockey avec les Blackhawks le 10 mars 2025 face à l'Avalanche du Colorado.

### Carrière internationale
Il représente la Biélorussie au niveau international. Il prend part aux sélections jeunes.

## Trophées et honneurs personnels
- USHL
  - 2022-2023 : nommé dans la troisième équipe des étoiles.
  - 2022-2023 : nommé dans l'équipe des recrues.

- B1G
  - 2023-2024 : nommé dans l'équipe des recrues.
  - 2023-2024 : nommé dans l'équipe des étoiles.
  - 2023-2024 : nommé recrue de la saison.
  - 2023-2024 : nommé joueur défensif de la saison.

## Statistiques

### En club
| Saison    | Équipe                     | Ligue         |                   | Saison régulière  | Saison régulière  | Saison régulière  | Saison régulière  | Saison régulière |   | Séries éliminatoires | Séries éliminatoires | Séries éliminatoires | Séries éliminatoires | Séries éliminatoires |
| Saison    | Équipe                     | Ligue         | PJ                | B                 | A                 | Pts               | Pun               | PJ               | B | A                    | Pts                  | Pun                  |                      |                      |
| 2020-2021 | Biélorussie 17 ans         | Vyschaïa Liga | 46                | 10                | 16                | 26                | 28                | 7                | 2 | 3                    | 5                    | 0                    |                      |                      |
| 2021-2022 | Biélorussie 18 ans         | Vyschaïa Liga | 46                | 25                | 38                | 63                | 28                | 13               | 7 | 10                   | 17                   | 2                    |                      |                      |
| 2022-2023 | Gamblers de Green Bay      | USHL          | 62                | 13                | 29                | 42                | 38                | 3                | 1 | 0                    | 1                    | 1                    |                      |                      |
| 2023-2024 | Spartans de Michigan State | B1G           | 38                | 9                 | 26                | 35                | 44                | -                | - | -                    | -                    | -                    |                      |                      |
| 2024-2025 | IceHogs de Rockford        | LAH           | Saison en cours ? | Saison en cours ? | Saison en cours ? | Saison en cours ? | Saison en cours ? |                  |   |                      |                      |                      |                      |                      |
| 2024-2025 | Blackhawks de Chicago      | LNH           | Saison en cours ? | Saison en cours ? | Saison en cours ? | Saison en cours ? | Saison en cours ? |                  |   |                      |                      |                      |                      |                      |